# Jugement déterminant et jugement réfléchissant
Le jugement déterminant et le jugement réfléchissant sont deux types de jugement qui permettent de relier l'universel et le particulier pour l'un, et le particulier et l'universel pour l'autre. Ce sont deux concepts majeurs de la philosophie de l'art d'Emmanuel Kant.

## Concepts
Dans la Critique de la faculté de juger, Kant distingue le jugement déterminant et le jugement réfléchissant. Le jugement déterminant est celui qui permet de rapporter le particulier à l'universel. Si l'on voit une fleur et qu'on la juge rouge, on rapporte un particulier à un universel. Lorsque l'on opère un jugement déterminant, on qualifie une réalité singulière en la subsumant (en la ramenant) à un concept qu'on possède déjà. 
Kant soutient toutefois que le jugement déterminant ne peut suffire à comprendre la réalité. Il est donc nécessaire de prendre aussi en compte le jugement réfléchissant. Le jugement réfléchissant, lui, ne dispose que du particulier, et doit trouver l'universel. La faculté réfléchissante ne relève pas de la logique, mais du sujet. Dans le cas du jugement réfléchissant, il n'existe pas d'éléments de référence aux choses particulières qui doivent être jugées. Le jugement du beau, c'est-à-dire le jugement esthétique, est un jugement réfléchissant. 
Le jugement déterminant, parce qu'il se fonde sur l'application d'une règle générale à un particulier, expose une connaissance. Le jugement réfléchissant, lui, part du particulier et essaie de lui trouver une règle à appliquer. Mais comme cette règle n'est pas accessible, l'individu ne peut pas former de connaissance, simplement un effort de réflexion. Le jugement du beau se range dans cette catégorie. En effet, face au beau, il n'est pas possible d'appliquer un concept (le beau est une finalité sans fin, et est sans concept), et on ne peut appliquer aucune loi scientifique. En d'autres termes, le beau éveille la curiosité de l'esprit, et l'oblige ainsi à enfanter des idées nouvelles. L'esprit peut spéculer sur le beau, mais pas légiférer.  

## Postérité

### Chez Arendt
Hannah Arendt réutilisera la distinction kantienne. Elle considère que le jugement réfléchissant, parce qu'il est une pure réflexion sans règle extérieure qui exige d'en trouver une, permet au sujet d'être autonome. Sans la faculté autonome, il serait impossible pour chacun de juger les normes en vigueur, et donc, de s'opposer aux totalitarismes.

### Chez Adorno
Theodor Adorno reprend la distinction kantienne et l'augmente. Il soutient, comme Kant, que si l'esthétique relève uniquement du jugement réfléchissant, c'est parce que l'esthétique engage l'esprit à chercher à la comprendre, à déchiffrer le sens, d'une manière inachevée.